# Josep Fusté
Josep Maria Fusté Blanch (Linyola, 1941. április 15. – 2023. április 20.) Európa-bajnok spanyol válogatott labdarúgó.
A spanyol válogatott tagjaként részt vett az 1964-es Európa-bajnokságon és az 1966-os világbajnokságon.

## Sikerei, díjai
Barcelona
- Spanyol kupa (3): 1962–63, 1967–68, 1970–71
- Vásárvárosok kupája döntős (1): 1965–66

Spanyolország
- Európa-bajnok (1): 1964